# Вулиця Патріарха Любомира Гузара (Львів)
Вулиця Патріарха Любомира Гузара — вулиця у Личаківському районі міста Львова, в місцевості Снопків. Сполучає вулиці Тарнавського та Ольги Басараб.

## Назва
- від 1911 року — вулиця Красінського — на честь видатного польського поета, драматурга Зигмунта Красінського[7].
- від 1943 року — Шілльґассе, на честь пруського військовика, учасника Наполеонівських воєн, національного героя Німеччини Фердинанда фон Шиля[8].
- від липня 1944 року — повернута стара довоєнна назва вулиця Красінського[9].
- від 1946 року — вулиця Льва Толстого, на честь російського письменника Льва Толстого[10][11].

Вулиця Льва Толстого входила до переліку з 53-х вулиць Львівської МТГ, які під час процесу дерусифікації було перейменовано. В онлайн-голосуванні, яке тривало з 8 по 21 червня 2022 року на сайті Львівської міської ради, найбільше респондентів проголосувало за пропозицію перейменування вулиці на пошану Богдана Ступки — українського актора театру і кіно. 30 червня 2022 року депутати Львівської міської ради підтримали пропозицію щодо перейменування вулиці Льва Толстого на вулицю Кардинала Гузара, на пошану українського релігійного діяча, патріарха-предстоятеля Української Греко-Католицької Церкви, кардинала Католицької церкви Любомира Гузара. 29 вересня того ж року, ухвалою № 2308 назву було уточнено на вулицю Патріарха Любомира Гузара.

## Забудова
В архітектурному ансамблі вулиці Патріарха Любомира Гузара переважає віденська сецесія та польський конструктивізм 1930-х років. Переважна більшість будинків внесено до реєстру пам'яток архітектури місцевого значення.

## З непарного боку вулиці
№ 1 — вілла. Будинок внесений до реєстру пам'яток архітектури місцевого значення під охоронним № 1389-м.
№ 3 — житлова кам'яниця споруджена у стилі польського конструктивізму 1930-х років. Фасад будинку оздоблений різними фактурами тиньку та штучним каменем. З лівого боку по всьому периметру — кутові вікна з міжвіконними простінками та вікна-ілюмінатори. Навколо нього збереглася ще оригінальна огорожа, а в ній — імітація вікна-ілюмінатора. Будинок внесений до реєстру пам'яток архітектури місцевого значення під охоронним № 1037-м.
№ 5, 7 — житлові кам'яниці споруджені у стилі польського конструктивізму 1930-х років. Кам'яниці мають сегментований тягами цокольний поверх. Збереглись автентичні дерев'яні двері. Вхідний портал прикрашений штучним каменем. Добре зберігся тиньк на фасаді. За архівними даними власницею нерухомості була Анна Гялокай. Інтер'єри тяжіють до ар-деко. Сходовий марш виконаний в техніці лястрико та освітлюють його витягнуті прямокутні вікна. Поручні сходів зроблені з легких металевих конструкцій. У будинку збереглись автентичні вхідні двері до квартир. Нині одне з приміщень в будинку № 7 орендує салон краси «Vanilla beauty studio».
№ 11 — житловий будинок, внесений до реєстру пам'яток архітектури місцевого значення під охоронним № 1390-м.
№ 15 — житловий будинок, внесений до реєстру пам'яток архітектури місцевого значення під охоронним № 1391-м.
№ 17 — житловий будинок, внесений до реєстру пам'яток архітектури місцевого значення під охоронним № 1392-м.
№ 25 — житловий будинок, внесений до реєстру пам'яток архітектури місцевого значення під охоронним № 1396-м.
№ 27 — у цій віллі до 1918 року мешкали Анджей та Ольга Малковські — засновники польського скаутського руху у Львові.
№ 29-А — житлова чиншова кам'яниця споруджена у стилі польського конструктивізму 1930-х років. Будинок виконаний в простих формах. Має прямокутний вхідний портал, оздоблений штучним каменем. Цією ж технікою прикрашені і балкони. Над фасадом височіє щогла-флагшток.
№ 31 — житловий будинок, внесений до реєстру пам'яток архітектури місцевого значення під охоронним № 1398-м.

## З парного боку вулиці
№ 2 — вілла. Будинок внесений до реєстру пам'яток архітектури місцевого значення під охоронним № 1673-м.
№ 16 — за польських часів тут була молочарня Анни Брандмаєр. Нині на місці цього будинку, зруйнованого під час війни, нині розташований дитячий майданчик.
№ 18 — житловий будинок, внесений до реєстру пам'яток архітектури місцевого значення під охоронним № 1393-м.
№ 20 — житловий будинок, внесений до реєстру пам'яток архітектури місцевого значення під охоронним № 1394-м.
№ 24 — житловий будинок, внесений до реєстру пам'яток архітектури місцевого значення під охоронним № 1395-м.
№ 26 — житловий будинок, внесений до реєстру пам'яток архітектури місцевого значення під охоронним № 1397-м.
№ 32 — житловий будинок, внесений до реєстру пам'яток архітектури місцевого значення під охоронним № 1399-м.

## Транспорт
У 2016 році на вулицях Генерала Тарнавського та тодішньої Льва Толстого змінили схему руху транспорту. Відповідні рішення 24 листопада 2016 року ухвалила міська комісія з безпеки дорожнього руху. Так частину вулиці Генерала Тарнавського  зробили односторонньою, а вулицю Льва Толстого двосторонньою, з пріорітетом зустрічного транспорту таким чином, щоб вони утворювали своєрідне кільце. На цих вулицях районними адміністраціями встановлено відповідні дорожні знаки. Відтепер всі львівські вулиці, які мають ширину менше, ніж 7,5 м, будуть робити односторонніми й передбачати проїзд у протилежному напрямку на сусідніх вулицях.